# Missões diplomáticas do Uruguai

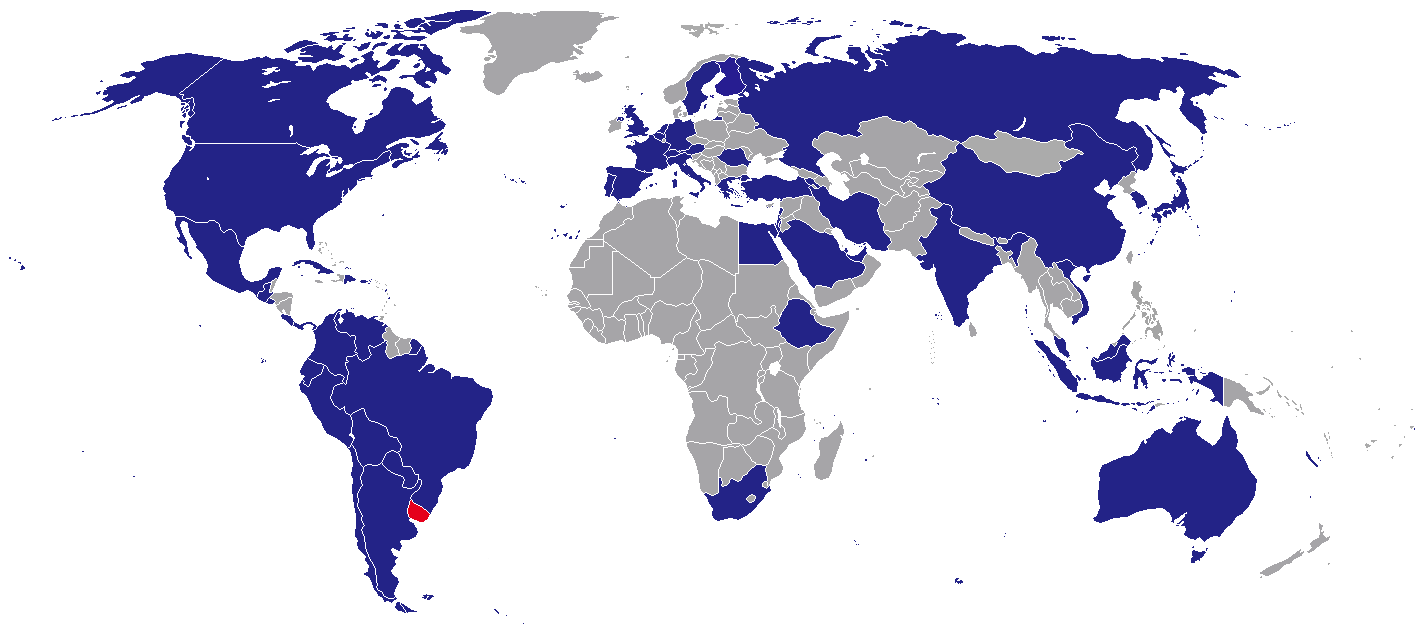
Mapa dos países com embaixadas e consulados uruguaios
Uruguai
Embaixada

Abaixo se encontra as embaixadas e consulados do Uruguai:

## África

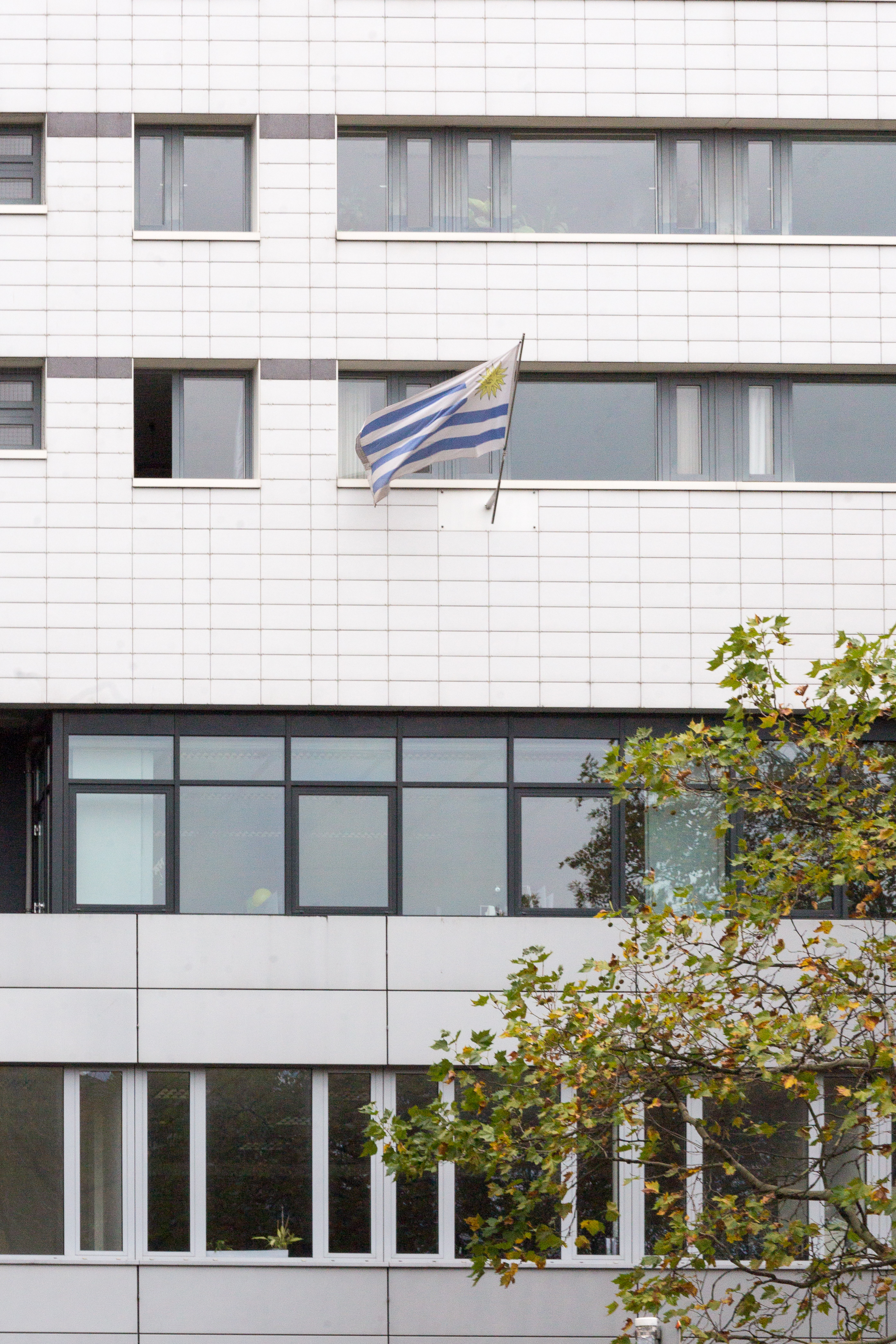
Embaixada do Uruguai em Berlín

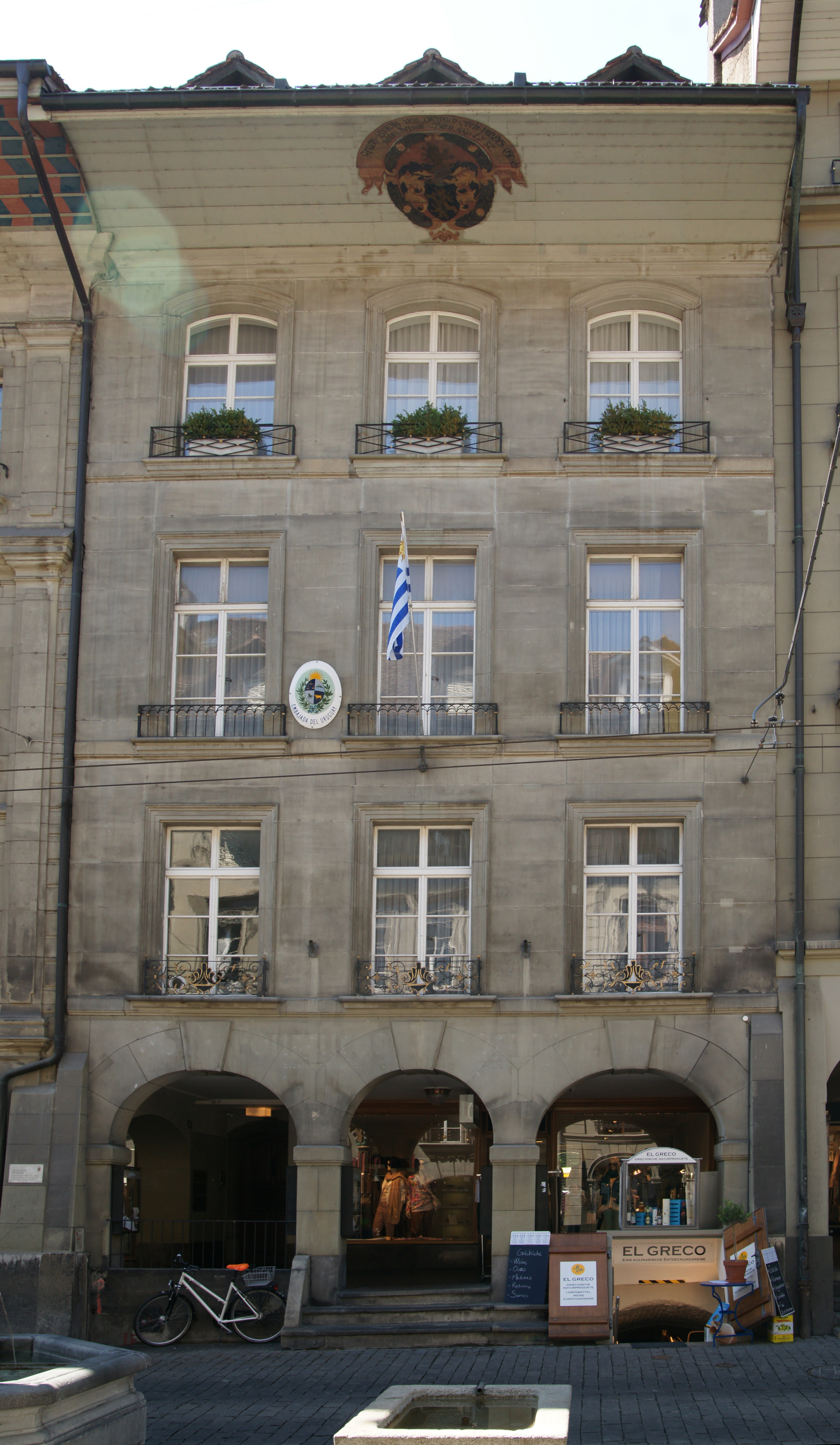
Embaixada do Uruguai em Berna

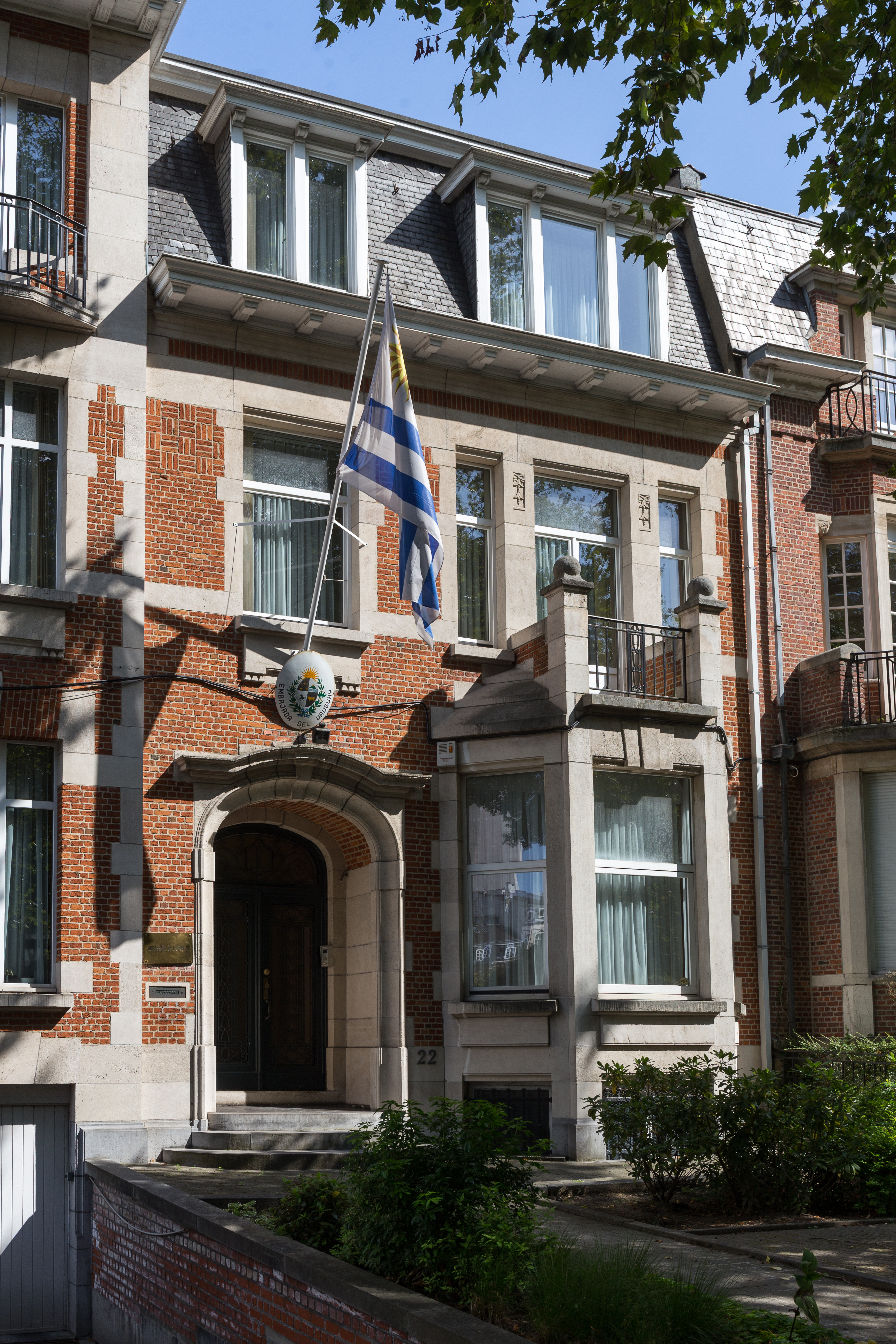
Embaixada do Uruguai em Bruxelas

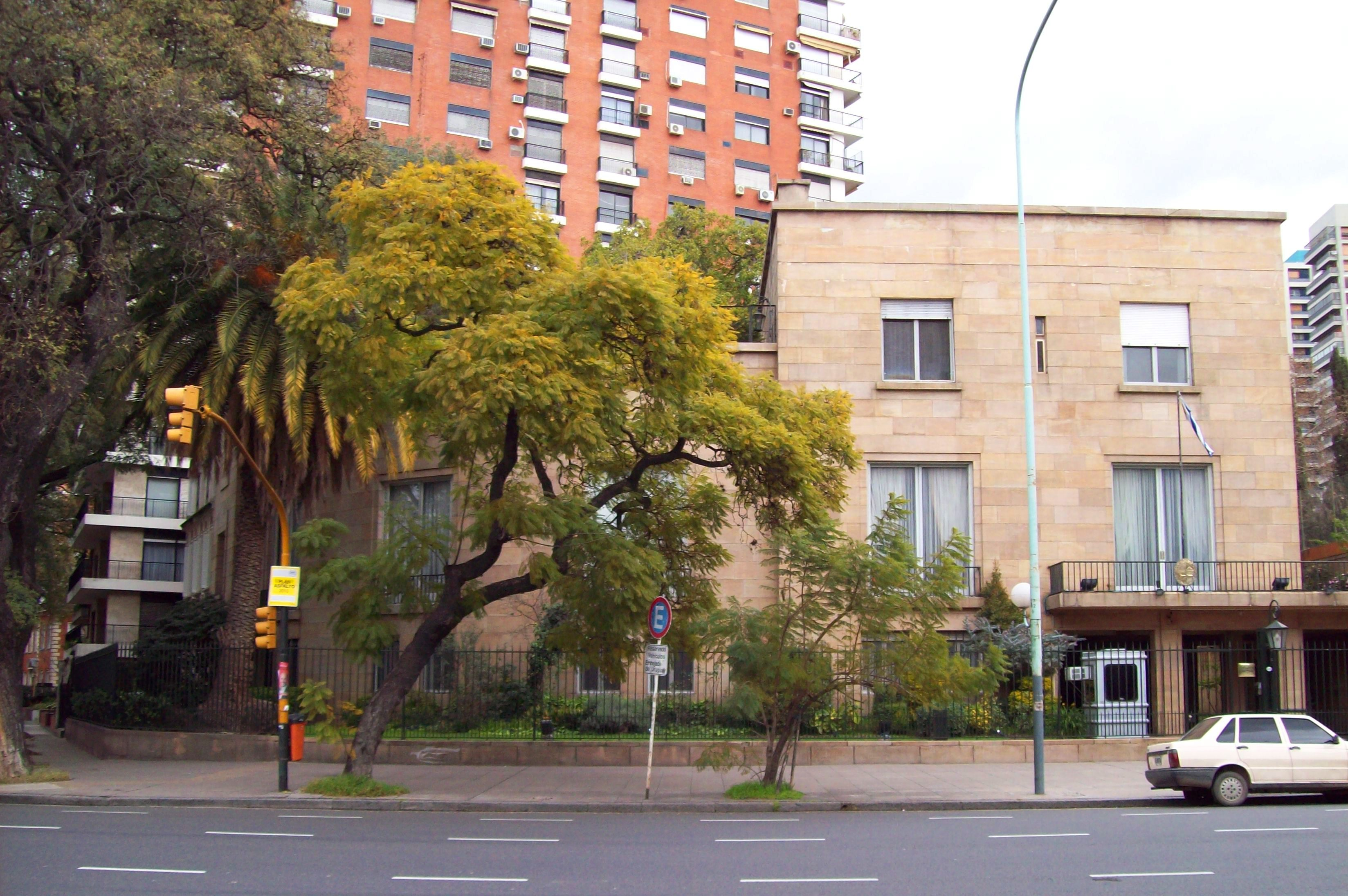
Residência da embaixada do Uruguai em Buenos Aires

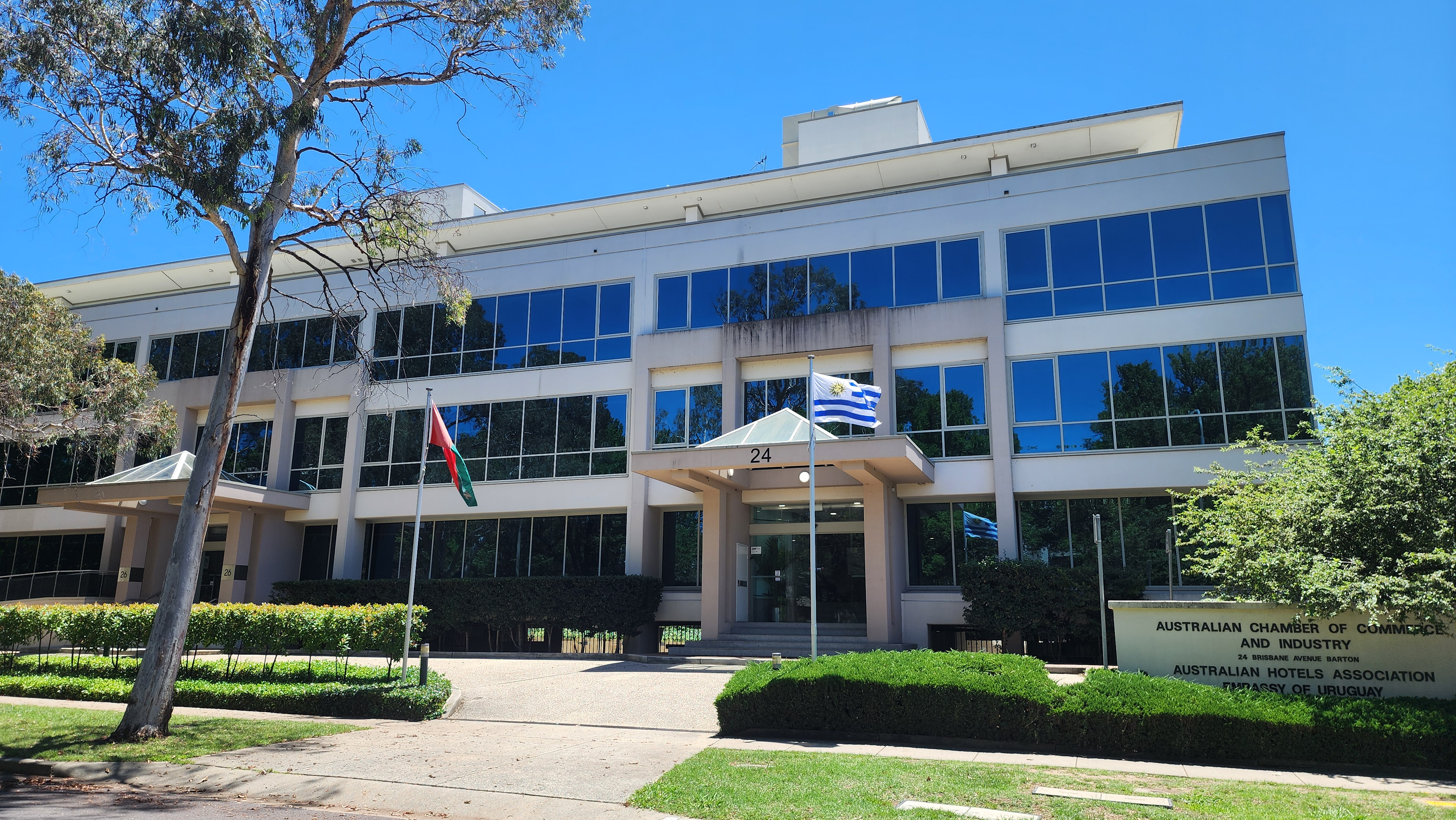
Embaixada do Uruguai em Canberra

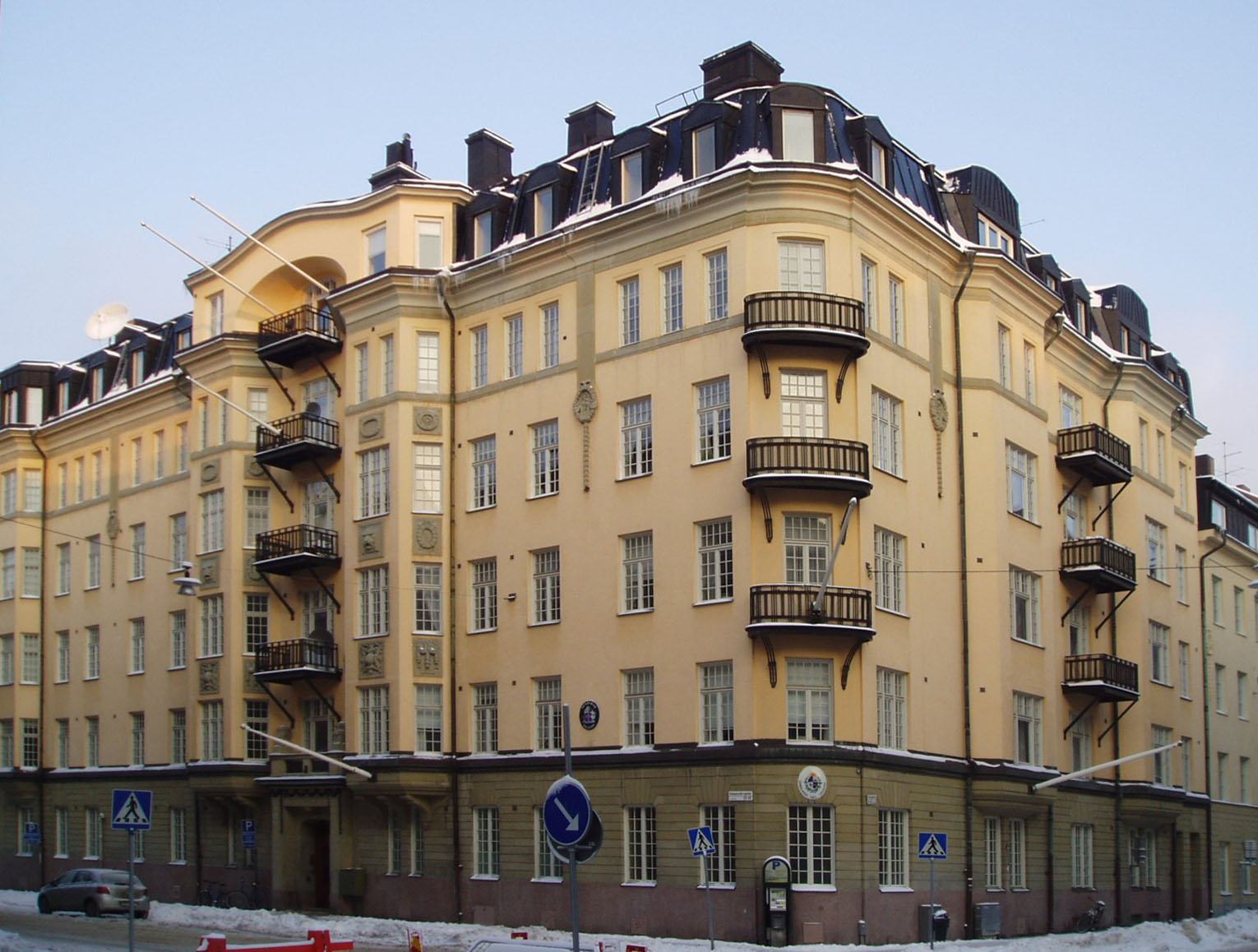
Embaixada do Uruguai em Estocolmo

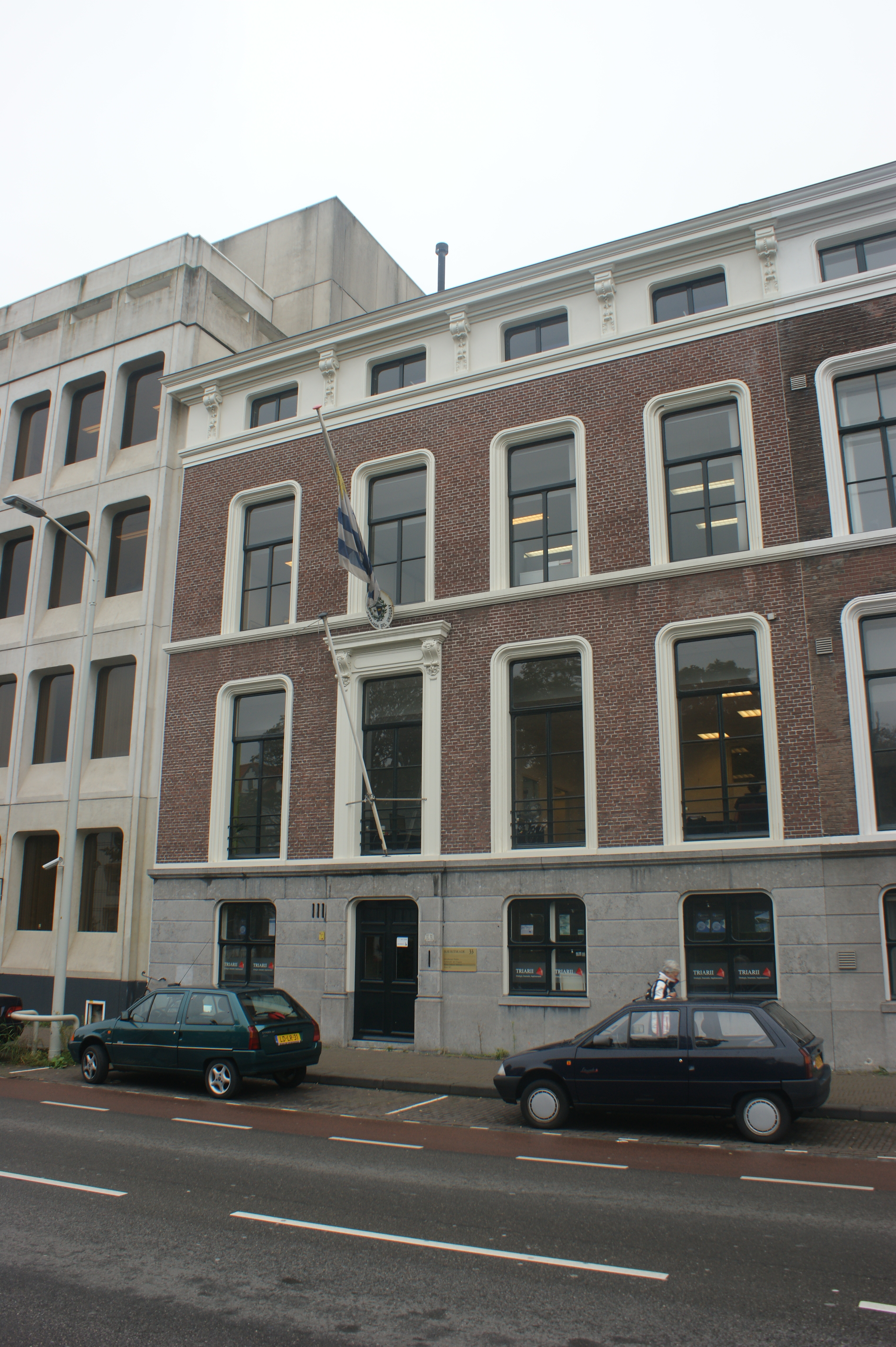
Embaixada do Uruguai em Haia

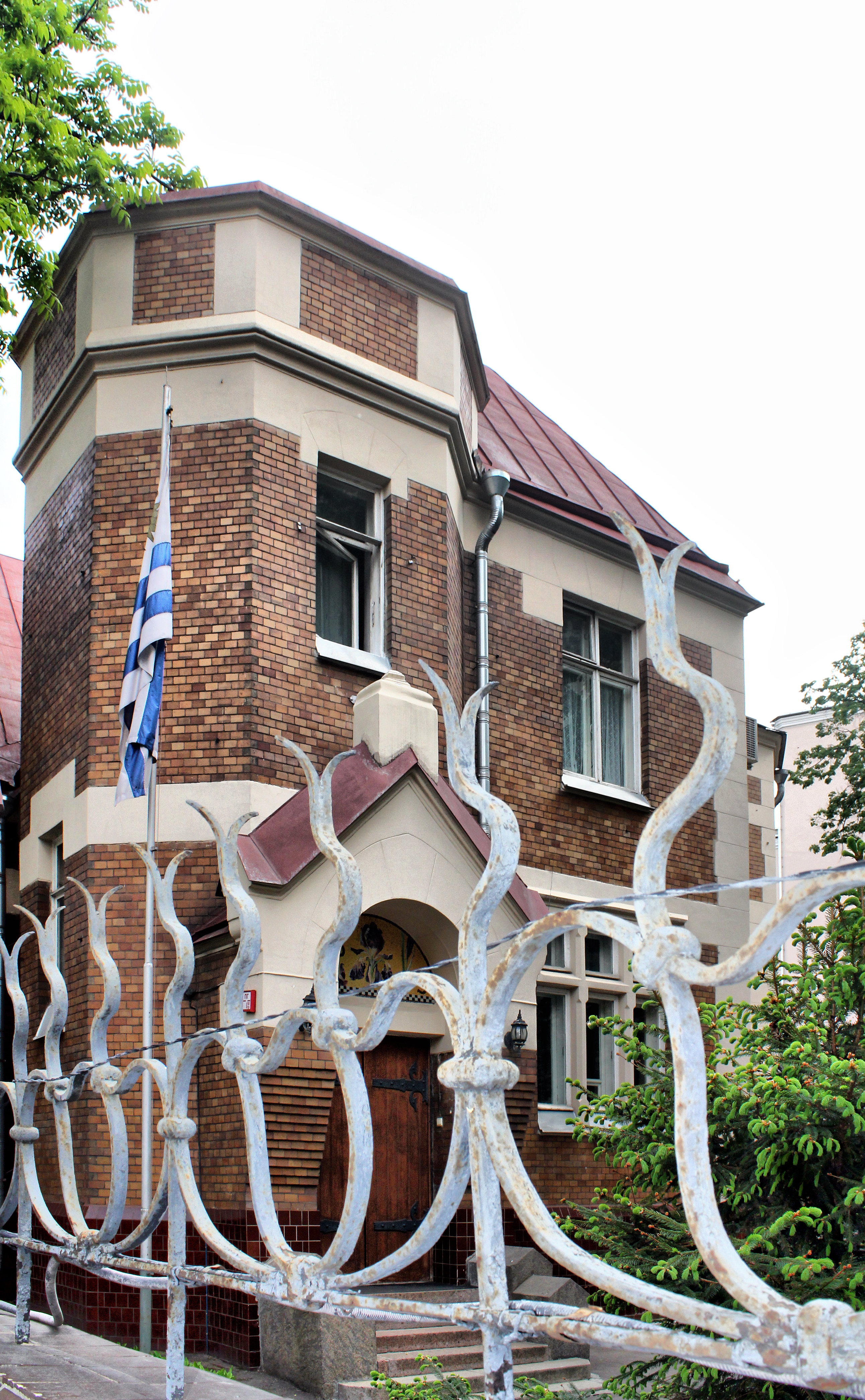
Embaixada do Uruguai em Moscou

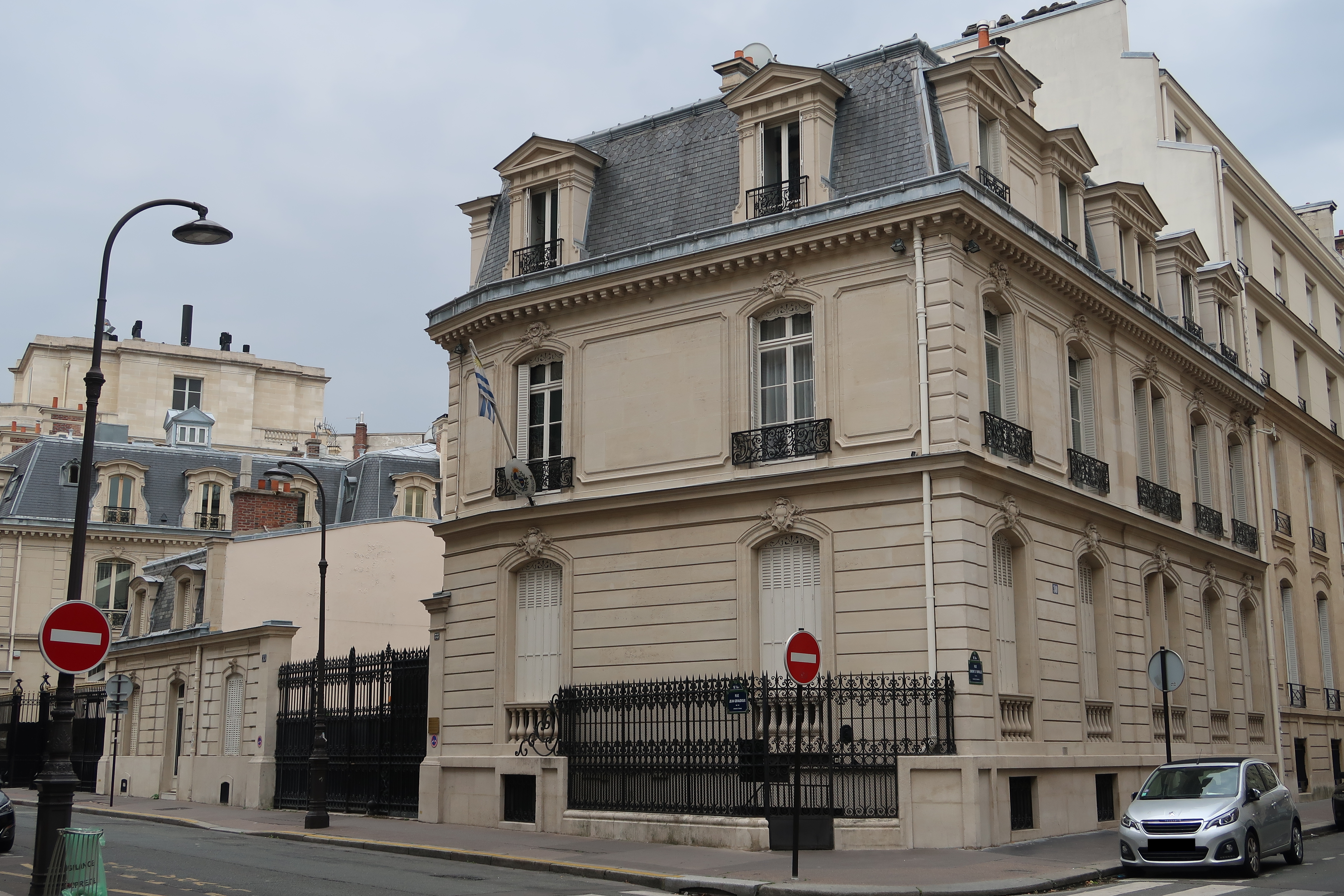
Embaixada do Uruguai em Paris

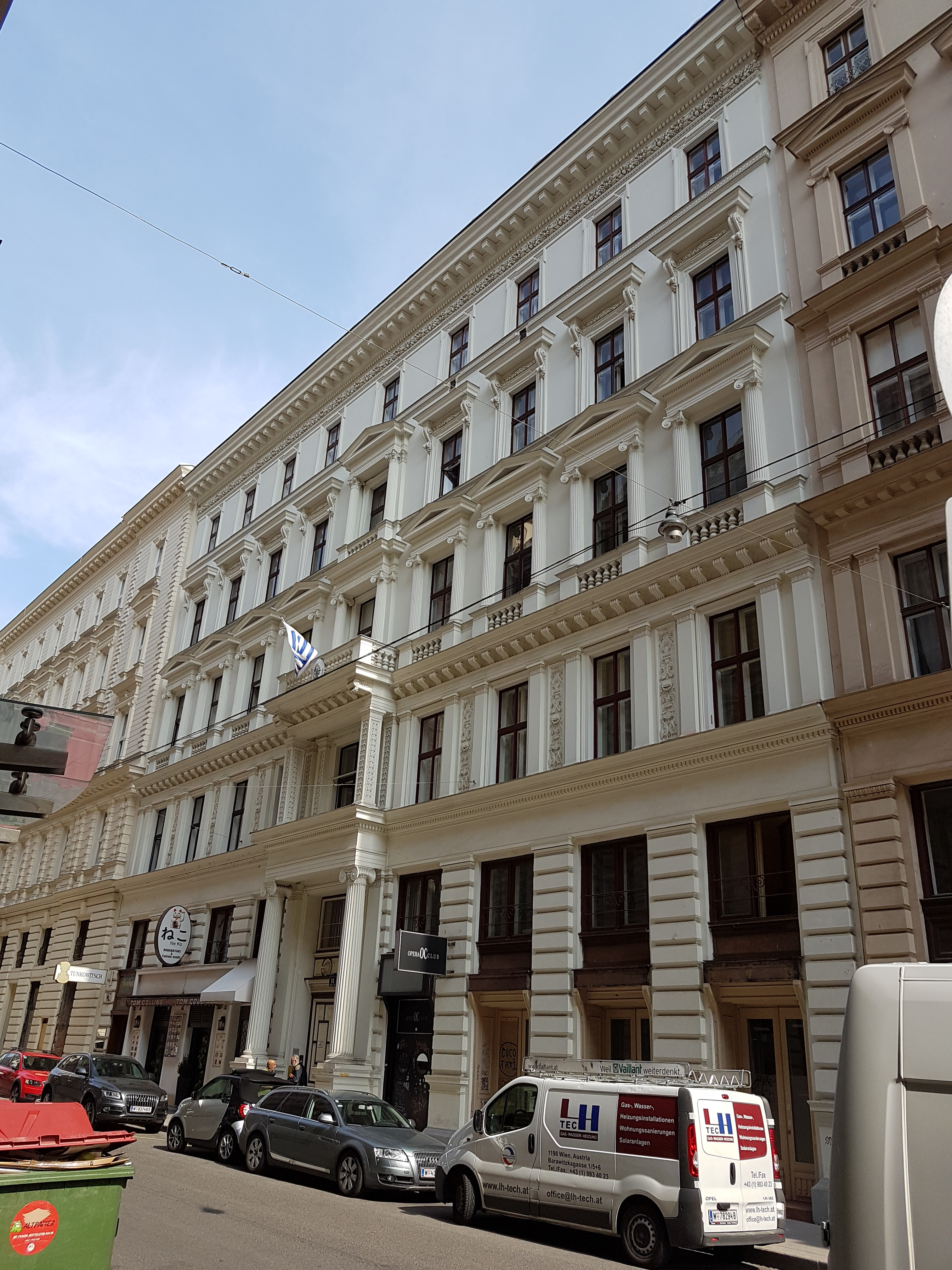
Embaixada do Uruguai em Viena

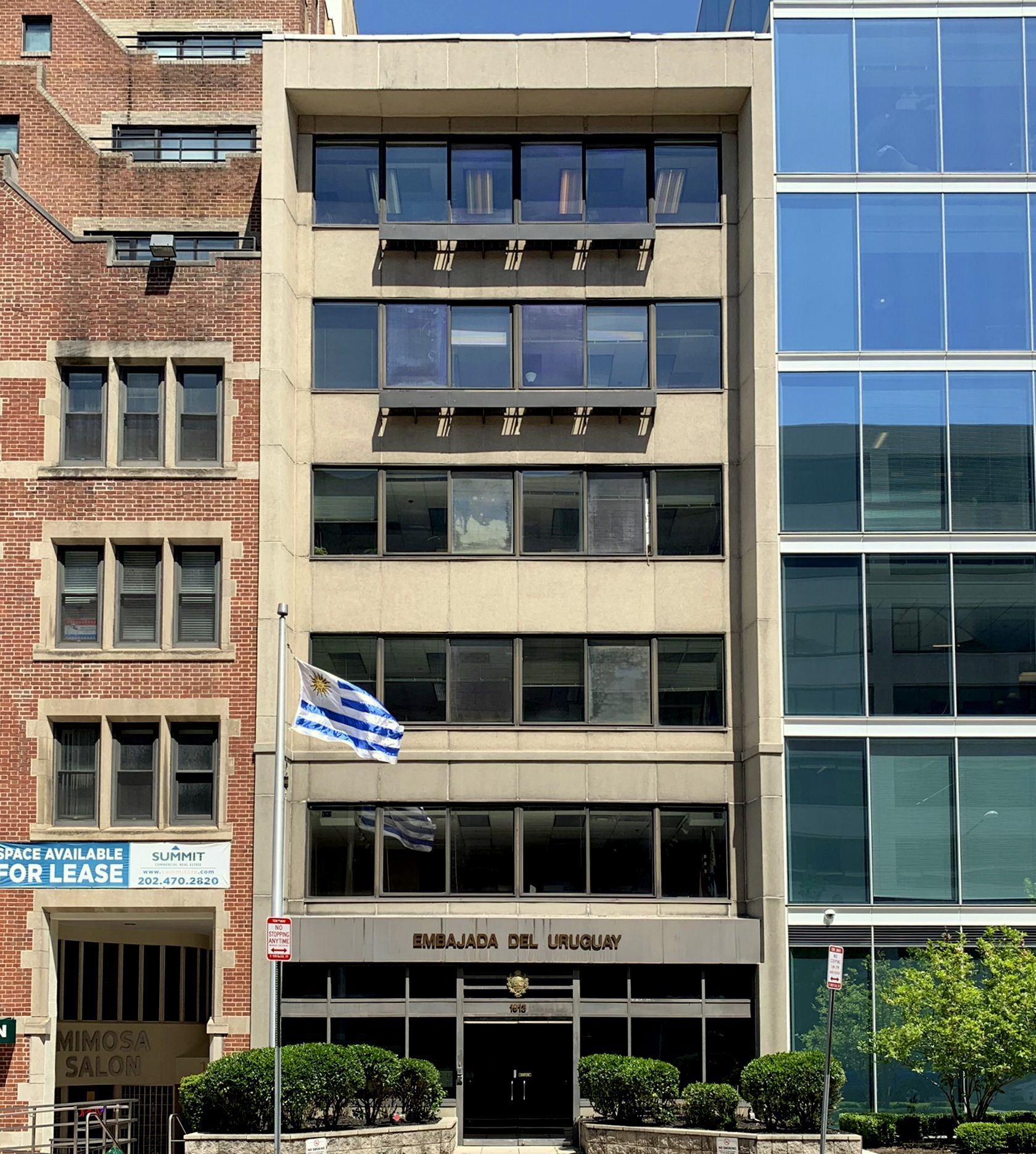
Embaixada do Uruguai em Washington, D.C.

- África do Sul
  - Pretória (Embaixada)
- Egito
  - Cairo (Embaixada)
- Etiópia
  - Adis-Abeba (Embaixada)

## América
- Argentina
  - Buenos Aires (Embaixada)
  - Concordia (Consulado-Geral)
  - Córdoba (Consulado-Geral)
  - Rosario (Consulado-Geral)
- Bolívia
  - La Paz (Embaixada)
  - Santa Cruz de la Sierra (Consulado-Geral)
- Brasil
  - Brasília (Embaixada)
  - Florianópolis (Consulado-Geral)
  - Porto Alegre (Consulado-Geral)
  - Rio de Janeiro (Consulado-Geral)
  - São Paulo (Consulado-Geral)
- Canadá
  - Ottawa (Embaixada)
  - Montreal (Consulado-Geral)
  - Toronto (Consulado-Geral)
- Chile
  - Santiago de Chile (Embaixada)
- Colômbia
  - Bogotá (Embaixada)
- Costa Rica
  - San José (Embaixada)
- Cuba
  - Havana (Embaixada)
- Equador
  - Quito (Embaixada)
- El Salvador
  - San Salvador (Embaixada)
- Estados Unidos
  - Washington, D.C. (Embaixada)
  - Chicago (Consulado-Geral)
  - Miami (Consulado-Geral)
  - Nova Iorque (Consulado-Geral)
  - São Francisco (Consulado-Geral)
- Guatemala
  - Cidade da Guatemala (Embaixada)
- México
  - Cidade do México (Embaixada)
- Panamá
  - Cidade do Panamá (Embaixada)
- Paraguai
  - Assunção (Embaixada)
- Peru
  - Lima (Embaixada)
- República Dominicana
  - Santo Domingo (Embaixada)

## Asia
- Arábia Saudita
  - Riad (Embaixada)
- Armênia
  - Erevã (Embaixada)
- Catar
  - Doha (Embaixada)
- China
  - Pequim (Embaixada)
  - Xangai (Consulado-Geral)
- Coreia do Sul
  - Seul (Embaixada)
- Emirados Árabes Unidos
  - Abu Dhabi (Embaixada)
- Índia
  - Nova Délhi (Embaixada)
- Indonésia
  - Jacarta (Embaixada)
- Irão
  - Teerão (Embaixada)
- Israel
  - Tel Aviv (Embaixada)
- Japão
  - Tóquio (Embaixada)
- Líbano
  - Beirute (Embaixada)
- Malásia
  - Kuala Lumpur (Embaixada)
- Palestine
  - Ramallah (Embaixada)
- Turquia
  - Istambul (Consulado-Geral)
- Vietname
  - Hanói (Embaixada)

## Europa
- Alemanha
  - Berlim (Embaixada)
  - Hamburgo (Consulado-Geral)
- Áustria
  - Viena (Embaixada)
- Bélgica
  - Bruxelas (Embaixada)
- Espanha
  - Madrid (Embaixada)
  - Barcelona (Consulado-Geral)
  - Las Palmas de Gran Canaria (Consulado-Geral)
  - Santiago de Compostela (Consulado-Geral)
  - Valência (Consulado-Geral)
- Finlândia
  - Helsinque (Consulado-Geral)
- França
  - Paris (Embaixada)
- Grécia
  - Atenas (Embaixada)
- Itália
  - Roma (Embaixada)
  - Milão (Consulado-Geral)
- Países Baixos
  - Haia (Embaixada)
- Portugal
  - Lisboa (Embaixada)
- Reino Unido
  - Londres (Embaixada)
- Roménia
  - Bucareste (Embaixada)
- Rússia
  - Moscou (Embaixada)
- Santa Sé
  - Cidade do Vaticano (situada em Roma) (Embaixada)
- Suécia
  - Estocolmo (Embaixada)
- Suíça 
  - Berna (Embaixada)

## Oceania
- Austrália
  - Canberra (Embaixada)
  - Sydney (Consulado-Geral)

## Organizações multilaterais
- Bruxelas (Missão do Uruguai junto à União Europeia)
- Genebra (Missão Permanente do Uruguai junto às Nações Unidas e outras organizações internacionais)
- Nova Iorque (Missão Permanente do Uruguai junto à Nações Unidas)
- Paris (Missão Permanente do Uruguai junto à Unesco)
- Roma (Missão Permanente do Uruguai junto à Organização das Nações Unidas para a Alimentação e a Agricultura)
- Viena (Missão Permanente do Uruguai junto à Nações Unidas)
- Washington DC (Missão Permanente do Uruguai junto à Organização dos Estados Americanos)

### Artigos relacionados
- Política do Uruguai